# Jenna Marbles
Jenna Mourey (15 september 1986, Rochester (New York)), beter bekend onder haar pseudoniem Jenna Marbles, is een Amerikaans entertainer en YouTube persoonlijkheid. Met meer dan 20 miljoen YouTube abonnees en 1,6 miljard videoweergaven staat haar kanaal op nummer 160 met meeste abonnees. Ze was de eerste youtuber met een wassen beeld in Madame Tussauds New York.

## Privéleven
Jenna Mourey is geboren en opgegroeid in Rochester, New York, waar ze afstudeerde aan de Brighton High School in 2004. Ze studeerde aan de Suffolk University in Boston, waar ze haar Bachelor of Science in psychologie haalde. Later behaalde ze aan de Universiteit van Boston haar Master of Education in sport, psychologie en begeleiding.

## YouTube
Tot ze halverwege juni 2020 vanwege controverse stopte uploadde ze wekelijks een video op haar YouTube kanaal.
Mourey's video "How To Trick People Into Thinking You're Good Looking" had meer dan 5,3 miljoen weergaven in de eerste week. Haar video "How To Avoid Talking To People You Don't Want To Talk To" werd genoemd in een artikel in The New York Times en in ABC News, waar ze werd geciteerd.
Het pseudoniem Jenna Marbles is ontstaan doordat bij het zoeken naar Mourey op Google, alleen Jenna's video's naar voren kwamen. Jenna's moeder was werkloos toen Jenna's eerste video viraal ging en was bang dat de inhoud potentiële werkgevers zou afschrikken. De naam Marbles komt van haar hond "Mr. Marbles".

## Prijzen en nominaties
| Jaar | Prijs                 | Categorie                         | Resultaat   | Ref.  | Opmerkingen         |
| ---- | --------------------- | --------------------------------- | ----------- | ----- | ------------------- |
| 2014 | Young Hollywood Award | Virale Superster                  | Gewonnen    | [ 6 ] |                     |
| 2015 | Streamy Award         | Beste Comedy Serie                | Genomineerd | [ 6 ] |                     |
| 2017 | Streamy Award         | Best eenpersoons serie            | Genomineerd | [ 6 ] |                     |
| 2017 | Streamy Award         | Publieke stem: Maker van het jaar | Genomineerd | [ 6 ] |                     |
| 2017 | Shorty Awards         | YouTube Ensemble                  | Gewonnen    | [ 7 ] | Met Julien Solomita |
| 2018 | Shorty Awards         | Maker van het decennium           | Genomineerd | [ 8 ] |                     |